# استعمار الكويكبات

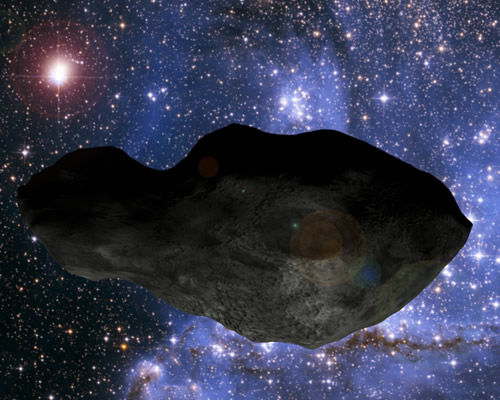

استعمار الكويكبات (بالإنجليزية: Colonization of the asteroids)‏، هي فكرة مفادها أن الكويكبات الموجودة بحزام الكويكبات يمكن أن تصلح للاستعمار البشري. تعتبر نجاة البشرية أحد الدوافع التي تحثناعلى بذل الجهود لاستعمار هذه الكويكبات بالإضافة إلى بعض الدوافع الاقتصادية الأخرى المتعلقة بالتنقيب عن الثروات المعدنية بهذه الكويكبات. تواجه عملية استعمار الكويكبات العديد من العقبات التي يجب أن نتغلب عليها حتى يتمكن البشر من الإقامة هناك مثل المسافات الشاسعة حتى نصل إليها، ونقص الجاذبية عليها، ودرجة الحرارة، والإشعاع، والمشكلات النفسية.

## الدوافع

### نجاة البشرية
تعتبرإمكانية نجاة البشرية على المدى البعيد أحد أهم الموضوعات التي تُناقَش بشأن استعمار الكويكبات. يمكن لمستعمرة بشرية على أحد الكويكبات أن تضمن استمرارية الجنس البشري في حالة وجود خطر كارثي عالمي يهدد الحياة على الأرض مثل محرقة نووية، أو شتاء نووي تابع لها، أو ثورات بركانية هائلة. وضح مايكل غريفين مدير وكالة ناسا عام 2006 أهمية السعي خلف استعمار الفضاء وقال:
«لا يكمن الهدف وراء ذلك في الاستكشافات العلمية فقط، ولكنه يشمل أيضًا مد الاستيطان البشري خارج الأرض إلى المجموعة الشمسية مع مرور الوقت. لن تنجو الكائنات التي تسكن كوكبًا واحدًا على المدى البعيد. ويجب علينا نحن البشر أن نسعى لاستيطان الكواكب الأخرى في النهاية إذا أردنا أن ينجو الجنس البشري لمئات آلاف ملايين السنين».

### الاقتصاد
يعتبر التنقيب عن الثروات المعدنية بالكويكبات أحد الأمور الهامة أيضًا التي تُناقش بشأن استعمارها. تحتوي الكويكبات على كميات كبيرة من المواد القيّمة مثل المعادن النادرة، والفلزات النفيسة، والثلوج والتي يمكن أن تُستخرج من الكويكبات وتُنقل إلى الأرض للاستفادة منها. فعلى سبيل المثال، تبلغ قيمة كويكب 16 سايكي عشرة آلاف كدريليون دولار أمريكي من معدني الحديد والنيكل. تُقدر ناسا عدد الكويكبات التي تتعدى أقطارها الكيلومتر والموجودة بحزام الكويكبات بنحو 1.1 إلى 1.9 مليون كويكب بالإضافة لملايين أخرى من الكويكبات الأصغر. ويتشابه نحو 8% منها في التكوين مع الكويكب 16 سايكي. توجد شركة باسم «الموارد الكوكبية» تسعى إلى تطوير تقنيات خاصة بالتنقيب عن الثروات المعدنية بالكويكبات. تُقدر شركة الموارد الكوكبية قيمة بعض الكويكبات ذات طول 30 متر فقط بنحو 25 إلى 50 بليون دولار من البلاتينيوم.

## وسائل السفر

### التحديات
تعتبر المسافة هي العقبة الرئيسية التي تواجه رحلات السفر إلى الكويكبات إذ تبلغ المسافة بين الأرض وحزام الكويكبات 204.43 مليون ميل. يواجه العلماء تحديًا مشابهًا لهذا في المهمات الخاصة بإرسال البشر إلى المريخ، والذي يبعد عن الأرض بمسافة 35.8 مليون ميل. استغرقت الرحلة إلى المريخ 253 يومًا، وهذا الرقم خاص برحلة المهمة مارس روفر. قامت كل من روسيا، والصين، ووكالة الفضاء الأوروبية بإجراء تجربة عُرفت باسم مريخ-500 لقياس القدرات البدنية والنفسية للرحلات الفضائية المأهولة. استُنتج من التجربة أن مدة الوحدة التي يمكن أن يتحملها البشر خلال رحلة فضائية مأهولة هي 18 شهرًا. وستصل مدة الرحلة إلى حزام الكويكبات إلى أكثر من 18 شهرًا وفقًا للتقنيات المتاحة حاليًا ما يعني أن مثل هذه الرحلات المأهولة لا تتوافق مع إمكانياتنا التقنية.

### الهبوط
لا تعتبر الكويكبات أجرامًا ضخمة بالشكل الكافي ليكون لها قوة جاذبية، وهذا يصعب من هبوط المركبات الفضائية عليها. لم تهبط أي مركبة فضائية بعد على الكويكبات، ولكن هبطت مركبة فضائية بشكل مؤقت على الكويكب 162173 ريوغو، وهو أحد الأجرام القريبة للأرض التابعة لمجموعة أبوللو. وكانت هذه العملية جزءًا من مهمة هايابوسا-2 التابعة لوكالة الفضاء اليابانية. أُجريت عملية الهبوط باستخدام أربعة محركات شمسية أيونية، وأربع بكرات من الدوافع لإمداد المركبة بقوة الدفع اللازمة. وسمحت هذه التقنية بضبط وضع المركبة ومدارها حتى هبطت على ريوغو. يمكن تطبيق هذه التقنيات للقيام بعملية هبوط مشابهة على أحد الكويكبات بنجاح.
التحديات التي تواجه حياة البشر هناك

## تحديات تعايش السكان

### الجاذبية
ينتج عن نقص الجاذبية العديد من الآثار السلبية على جسم الإنسان. يؤثر الانتقال بين مجالات الجاذبية المختلفة على التموضع المكاني للجسم، والتناسق، والاتزان، والحركة، ويسبب أيضًا دوار الحركة. تفتقرالكويكبات غير المزودة بالجاذبية الاصطناعية للجاذبية بشكل نسبي عند مقارنتها بالأرض. يسبب انعدام تأثير الجاذبية على جسم الإنسان فقد العظام لمكوناتها المعدنية، وانخفاض كثافة العظام بنحو 1% شهريًا، وعند مقارنة هذه النسبة مع المسنين، فنجد أن معدل انخفاض كثافة العظام عندهم يبلغ 1% إلى 1.5% سنويًا فقط. يسبب تحرر الكالسيوم من العظام في الفضاء أيضًا ارتفاع معدلات تكون حصوات الكلى عند الأشخاص المعرضين لبيئات منخفضة الجاذبية. ويمكن أن تسبب نقص الجاذبية أيضًا مشاكل بالنظر وزيادة الضغط داخل الدماغ بسبب حركة السوئل أعلى إلى الرأس.
تنخفض اللياقة العامة أيضًا، وتصبح التغذية السليمة أمرًا لابد منه. ينخفض النشاط العضلي للجسم في غياب الجاذبية، وتصبح الحركة العامة أسهل بشكل كبير. ولهذا، تنخفض الكتلة العضلية بالإضافة إلى حدوث مشاكل بالجهاز القلبي الوعائي ما لم تُمارَس التمارين الرياضة بشكل منتظم.

### الجاذبية الاصطناعية
يمكن أن توفر الجاذبية الاصطناعية حلًا لآثار انعدام الجاذبية السلبية على جسم الإنسان. اقترحت إحدى الدراسات الخاصة بطرق إمداد الكويكبات بالجاذبية الاصطناعية، والتي أجراها مجموعة من الباحثين بجامعة فيينا، بتفريغ الجرم الفلكي مع تدويره. سيعيش المستعمرون بداخل هذا الكويكب الدوّار، وستحاكي القوى الطاردة المركزية جاذبية الأرض. لم يستبعد الباحثون إمكانية تنفيذ هذه الطريقة إن وجدنا أحد الكويكبات بأبعاد وتكوين ضمن مستويات مقبولة، بالرغم من عدم وضوح إمكانية أن تكون هذه الكويكبات قويةً بما يكفي لتحافظ على معدلات الدوران اللازمة.
لا توجد حاليًا أي طريقة لتوفير الجاذبية الاصطناعية بشكل كبير وعملي للرحلات الفضائية أو لجهود الاستعمار الفضائي بسبب العقبات المتعلقة بالحجم والتكلفة. ومع ذلك، أجرت بعض المعامل والمنظمات البحثية عدد من الاختبارات باستخدام أجهزة الطرد المركزي البشرية لدراسة آثار التعرض للجاذبية الاصطناعية بشكل مستمر أو متقطع على الجسم البشري ليحاولوا تحديد إمكانية تنفيذ هذه الطريقة في المهمات المستقبلية مثل الرحلات الفضائية الطويلة ورحلات استعمار الفضاء. وجد فريق بحثي بجامعة كولورادو-بولدرأنهم تمكنوا من جعل كل المشاركين في التجربة يشعرون بحالة من الراحة أثناء الدوران بمعدل 17 دورة بالدقيقة تقريبًا داخل جهاز الطرد المركزي البشري، دون حدوث حالة دوار الحركة التي تفسد كل المحاولات التي تُجرى لاختبار تأثير الجاذبية الاصطناعية على المستويات الصغيرة. وهذا يوفر طريقة بديلة يمكن أن تكون قابلة للتنفيذ بسبب الانخفاض الكبير في تكلفتها.

### الحرارة
تعتبر درجة الحرارة عند حزام الكويكبات الواقع بين مداري كوكب المريخ والمشتري أحد التحديات الصعبة أمام استعمارنا للكويكبات. يُعتقد أن درجات الحرارة عند حزام الكويكبات تتراوح بين 73 إلى 103 درجة مئوية تحت الصفر. تُعيق درجات الحرارة تلك إمكانية الحياة بالنسبة للبشر بدون الاعتماد على نظام صناعي للتدفئة. وسيحتاج البشر إلى مصادر طاقة كافية لتوفير التدفئة المستمرة اللازمة حول الكويكب المستهدف لتستمر الحياة عليه.
يمكن أن نحصل على مصدرللطاقة الحرارية اللازمة بشكل كافِ للمستعمرات البشرية على الكويكبات من خلال تحويل الإشاع إلى طاقة. استُخدمت مواد نانوية بواسطة الولايات المتحدة والاتحاد السوفييتي لتحويل الإشعاع بشكل مباشر إلى طاقة كهربية. يمكن لهذه المواد النانوية أيضًا أن تولد الطاقة من خلال عملية الانشطار النووي، وهي عملية تحلل المواد النشطة إشعاعيًا. يمكن لهذه التقنية أن تزود المستعمرات البشرية البعيدة عن الشمس والموجودة بحزام الكوكيبات بالتدفئة اللازمة للحياة هناك عن طريق تحويل كميات الإشعاع الكبيرة المؤثرة على أسطح هذه الكوكيبات إلى طاقة.

### الإشعاع
تعتبر البيئة بالفضاء بيئةً إشعاعية قاتلة، وذلك نتيجة الأشعة الكونية والانفجارات الشمسية. يمكن أن تُزيد هذه الأشعة الكونية من خطر الإصابة بأمراض القلب، والسرطان، وأمراض الجهاز العصبي المركزي، ومتلازمة الإشعاع الحادة. تحمينا الأرض من هذه المخاطر الإشعاعية بفعل المجال المغناطيسي لها وغلافها الجوي، ولكن تفتقر الكويكبات لهذه الأنظمة الدفاعية.
توجد طريقة وحيدة لنحتمي من هذا الخطر الإشعاعي على الكويكبات، وهي العيش بداخلها. قدَّر العلماء أن البشر يمكن أن يحصلوا على حماية كافية من المخاطر الإشعاعية هناك بالعيش داخل الكويكبات على عمق 100 متر تقريبًا. ومع ذلك، يعيق التكوين الخاص بهذه الكويكبات من تنفيذ هذا الحل؛ لأن أغلب الكويكبات عبارة عن كومة أنقاض متماسكة بشكل ضعيف ما يُقلل من السلامة الهيكلية الخاصة بها.

### المشاكل النفسية
يؤثر السفر إلى الفضاء بشكل كبير على الصحة النفسية للبشر، بالإضافة إلى التغيرات التي تطرأ على البنية الدماغية، والترابط العصبي، والسلوك.
يمكن أن تؤثر الإشعاعات النووية على المخ، ودُرس تأثيرها على فئران التجارب بشكل موسع. توضح هذه الدراسات أن الحيوانات تعاني من انخفاض بالذاكرة المكانية، والترابط العصبي، والذاكرة. وزادت معدلات الخوف والقلق عند هذه الحيوانات أيضًا.
يمكن أيضًا أن يشارك الانعزال بالفضاء وصعوبات النوم في حدوث مشاكل نفسية. وتسبب صعوبات التواصل مع البشر على الأرض في حدوث حالة من الوحدة، والقلق، والاكتئاب. أُجريت دراسة لتحاكي المشاكل النفسية لرحلات الفضاء المطولة. شارك بهذه الدراسة ستة ذكور بخلفيات تعليمية مشابهة لرواد الفضاء أقاموا داخل وحدات اختبار مغلقة لمدة 520 يومًا. تبين إصابة المشاركين بهذه الدراسة بأعراض للاكتئاب بدرجة متوسطة، واضطرابات بالنوم، وأرق، وإرهاق بدني.
أعلنت ناسا عن إنهاء أو إيقاف بعض من مهماتها الكبرى لأسباب متعلقة بالمشاكل النفسية. شملت هذه المشاكل وجود حالات من التوهم العقلي المشترك، والاكتئاب، والحزن الشديد المصاحب للتجارب الفاشلة.
ومع ذلك، يمكن أن يكون للرحلات الفضائية أثر إيجابي من الناحية النفسية على العديد من رواد الفضاء. عبَّر العديد من رواد الفضاء عن شعورهم بالاعتزاز لكوكبهم، ولتحقيق غايتهم، بالإضافة إلى اعتزازهم الروحاني. يحدث هذا بشكل رئيسي من خلال رؤيتهم لكوكب الأرض من الفضاء.